# 미양면
미양면(薇陽面)은 대한민국 경기도 안성시의 면이다.

## 개요
- 1914년 4월 1일 조선총독부령에 행정구역 폐합으로 인하여 진두, 우곡, 만곡, 목촌 등 4개면을 병합하여 미양면으로 개칭하였다.

## 행정 구역
- 갈전리(葛田里)
- 강덕리(康德里)
- 개정리(開井里)
- 계륵리(桂勒里)
- 고지리(古地里)
- 구례리(九禮里)
- 구수리(九水里)
- 마산리(馬山里)
- 법전리(法田里)
- 보체리(保體里)
- 신계리(新溪里)
- 신기리(新基里)
- 양변리(兩邊里)
- 양지리(陽支里)
- 용두리(龍頭里)
- 정동리(井洞里)
- 진촌리(眞村里)
- 후평리(後坪里)

## 교육
- 미양초등학교 (양지리)
- 개정초등학교 (개정리)
- 보체초등학교 (보체리)
- 두원공업고등학교 (신기리)

## 관광
- 안성천문대
- 대안미술공간 소나무

## 기업
- 농심태경(구 태경농산)[1]
- 롯데칠성음료 안성공장, 안성2공장
- CJ제일제당 안성공장